# Vulcani del Giappone
Quella che segue è una lista dei vulcani del Giappone.

## Gruppi geografici

### Hokkaidō
| Nome                | Forma         | Altitudine | Ultima eruzione | Isola         | Coordinate       |
| ------------------- | ------------- | ---------- | --------------- | ------------- | ---------------- |
| Akan                | Caldera       | 1 499      | 2006            | Hokkaidō      | 43°23′N 144°01′E |
| Asahidake           | Stratovulcani | 2 290      | 1739            | Hokkaidō      | 43°40′N 142°51′E |
| E (vulcano)         | Stratovulcano | 618        | 1874            | Hokkaidō      | 41°48′N 141°10′E |
| Hokkaidō Komagatake | Stratovulcano | 1 131      | 2000            | Hokkaidō      | 42°04′N 140°41′E |
| Iō                  | Stratovulcano | 1 563      | ?               | Hokkaidō      | 44°08′N 145°10′E |
| Kutcharo            | Caldera       | 999        | ?               | Hokkaidō      | 43°36′N 144°27′E |
| Kuttara             | Stratovulcani | 581        | ?               | Hokkaidō      | 42°29′N 141°10′E |
| Mashū               | Caldera       | 855        | ?               | Hokkaidō      | 43°34′N 144°34′E |
| Nipesotsu-Maruyama  | Stratovulcani | 2 013      | 1899            | Hokkaidō      | 43°27′N 143°02′E |
| Niseko              | Stratovulcani | 1 154      | -4050           | Hokkaidō      | 42°53′N 140°38′E |
| Oshima-Oshima       | Stratovulcano | 737        | ?               | Oshima-Oshima | 41°30′N 139°22′E |
| Monte Rausu         | Stratovulcano | 1 660      | 1880            | Hokkaidō      | 44°04′N 145°08′E |
| Rishiri             | Stratovulcano | 1 721      | -5830           | Rhishiri      | 45°11′N 141°15′E |
| Shikaribetsu        | Duomi di lava | 1 401      | Olocene         | Hokkaidō      | 43°19′N 143°06′E |
| Shikotsu            | Caldera       | −5 000     | 1981            | Hokkaidō      | 42°48′N 141°21′E |
| Tokachi             | Stratovulcani | 2 077      | 1989            | Hokkaidō      | 43°25′N 142°41′E |
| Usu                 | Stratovulcano | 737        | 2001            | Hokkaidō      | 42°32′N 140°51′E |
| Yōtei               | Stratovulcano | 1 898      | Olocene         | Hokkaidō      | 42°50′N 140°49′E |

### Honshū
| Nome                   | Forma             | Altitudine | Ultima eruzione   | Isola  | Coordinate       |
| ---------------------- | ----------------- | ---------- | ----------------- | ------ | ---------------- |
| Abu                    | Vulcani a scudo   | 641        | ?                 | Honshū | 34°30′N 131°36′E |
| Monte Adatara          | Stratovulcani     | 1 718      | 1990              | Honshū | 37°39′N 140°17′E |
| Akagi                  | Stratovulcano     | 1 828      | ?                 | Honshū | 36°33′N 139°12′E |
| Monte Akita-Komagatake | Stratovulcani     | 1 637      | 1971              | Honshū | 39°45′N 140°48′E |
| Monte Akita-Yake-Yama  | Stratovulcano     | 1 366      | 1997              | Honshū | 39°58′N 140°46′E |
| Asama                  | Vulcano complesso | 2 568      | 2009              | Honshū | 36°24′N 138°32′E |
| Monti Azuma            | Stratovulcani     | 2 035      | 1977              | Honshū | 37°44′N 140°15′E |
| Monte Bandai           | Stratovulcano     | 1 819      | 1888              | Honshū | 37°36′N 140°05′E |
| Monte Chōkai           | Stratovulcani     | 2 233      | 1974              | Honshū | 39°06′N 140°03′E |
| Fuji                   | Stratovulcano     | 3 776      | 1707              | Honshū | 35°21′N 138°44′E |
| Hachimantai            | Stratovulcano     | 1 614      | ?                 | Honshū | 39°57′N 140°51′E |
| Hakkōda                | Stratovulcani     | 1 585      | 1997              | Honshū | 40°39′N 140°53′E |
| Hakone                 | Caldera           | 1 438      | 1170 ± 100 anni   | Honshū | 35°14′N 139°01′E |
| Monte Haku             | Stratovulcano     | 2 702      | 1659              | Honshū | 36°09′N 136°46′E |
| Monte Haruna           | Stratovulcano     | 1 730      | -550 ± 10 anni    | Honshū | 36°28′N 138°51′E |
| Monte Hijiori          | Caldera           | 516        | -8300 ± 1000 anni | Honshū | 38°36′N 140°11′E |
| Monte Hiuchi           | Stratovulcano     | 2 356      | 1544              | Honshū | 36°57′N 139°17′E |
| Monte Iwaki            | Stratovulcano     | 1 625      | 1863              | Honshū | 40°39′N 140°18′E |
| Monte Iwate            | Vulcano complesso | 2 041      | 1919              | Honshū | 39°51′N 141°00′E |
| Izu-Tobu               | Coni vulcanici    | 1 406      | 1989              | Honshū | 34°54′N 139°06′E |
| Tateshina              | Stratovulcani     | 2 530      | ?                 | Honshū | 36°06′N 138°18′E |
| Monte Kurikoma         | Stratovulcano     | 1 628      | 1950              | Honshū | 38°57′N 140°48′E |
| Monte Kusatsu-Shirane  | Stratovulcani     | 2 171      | 1989              | Honshū | 36°37′N 138°32′E |
| Megata                 | Maar              | 291        | -2050             | Honshū | 39°57′N 139°44′E |
| Monte Myōkō            | Stratovulcano     | 2 446      | -2360 ± 150 anni  | Honshū | 36°53′N 138°07′E |
| Nantai                 | Stratovulcano     | 2 486      | ?                 | Honshū | 36°46′N 139°30′E |
| Mont Narugo            | Caldera           | 470        | 837               | Honshū | 38°44′N 140°44′E |
| Monte Nasu             | Stratovulcani     | 1 915      | 1963              | Honshū | 37°07′N 139°58′E |
| Niigatayake            | Duomo di lava     | 2 400      | 1998              | Honshū | 36°55′N 138°02′E |
| Monte Nikkō-Shirane    | Vulcano a scudo   | 2 578      | 1890              | Honshū | 36°48′N 139°23′E |
| Monte Norikura         | Stratovulcani     | 3 026      | -6870 ± 500 anni  | Honshū | 36°06′N 137°33′E |
| Numazawa               | Vulcano a scudo   | 1 100      | -2980 ± 150 anni  | Honshū | 37°27′N 139°35′E |
| Oki-Dōgo               | Vulcano a scudo   | 151        | ?                 | Dōgo   | 36°11′N 133°20′E |
| Monte Omanago          | Duomi di lava     | 2 367      | ?                 | Honshū | 36°48′N 139°31′E |
| Ontake                 | Vulcano complesso | 3 063      | 2014              | Honshū | 35°53′N 137°29′E |
| Monte Osore            | Stratovulcano     | 879        | 1787              | Honshū | 41°17′N 141°07′E |
| Sanbe                  | Stratovulcano     | 1 126      | -1760 ± 150 anni  | Honshū | 35°08′N 132°37′E |
| Shiga                  | Vulcani a scudo   | 2 041      | ?                 | Honshū | 36°41′N 138°31′E |
| Monte Takahara         | Stratovulcano     | 1 511      | -4570             | Honshū | 36°54′N 139°47′E |
| Tate                   | Stratovulcano     | 2 621      | 1858              | Honshū | 36°34′N 137°36′E |
| Towada                 | Caldera           | 1 159      | 915               | Honshū | 40°28′N 140°55′E |
| Washiba-Kumonotaira    | Vulcani a scudo   | 2 924      | -4000             | Honshū | 36°24′N 137°36′E |
| Monte Yake             | Stratovulcani     | 2 455      | 1995              | Honshū | 36°13′N 137°35′E |
| Zaō                    | Vulcano complesso | 1 841      | 1940              | Honshū | 38°08′N 140°27′E |

### Arcipelago di Izu
| Nome        | Forma               | Altitudine | Ultima eruzione | Isola       | Coordinate       |
| ----------- | ------------------- | ---------- | --------------- | ----------- | ---------------- |
| Aogashima   | Stratovulcano       | 423        | 1785            | Aogashima   | 32°27′N 139°46′E |
| Bayonnaise  | Vulcano sottomarino | 11         | 1970            | -           | 31°53′N 139°55′E |
| Doyo        | Vulcano sottomarino | −860       | ?               | -           | 27°41′N 140°48′E |
| Hachijōjima | Stratovulcani       | 854        | 1707            | Hachijōjima | 33°08′N 139°46′E |
| Izu Ōshima  | Stratovulcano       | 764        | 1790            | Izu Ōshima  | 34°43′N 139°24′E |
| Kōzushima   | Duomi di lava       | 572        | 838             | Kōzushima   | 34°13′N 139°09′E |
| Kurose      | Vulcano sottomarino | −107       | ?               | -           | 33°24′N 139°41′E |
| Mikurajima  | Stratovulcano       | 851        | -3450           | Mikurajima  | 33°52′N 139°36′E |
| Miyakejima  | Stratovulcano       | 815        | 2005            | Miyakejima  | 34°05′N 139°32′E |
| Mokuyo      | Vulcano sottomarino | −920       | ?               | -           | 28°19′N 140°34′E |
| Myojin      | Vulcano sottomarino | 360        | ?               | -           | 32°06′N 139°51′E |
| Nii-jima    | Duomi di lava       | 432        | 886             | Nii-jima    | 34°24′N 139°16′E |
| Smith Rock  | Vulcano sottomarino | 136        | ?               | -           | 31°26′N 140°03′E |
| Sofugan     | Stratovulcano       | 99         | ?               | Sofugan     | 29°47′N 140°21′E |
| Suiyo       | Vulcano sottomarino | −1 418     | ?               | -           | 28°36′N 140°38′E |
| Torishima   | Stratovulcano       | 394        | 2002            | Torishima   | 30°29′N 140°18′E |
| Toshima     | Stratovulcano       | 508        | -4050           | Toshima     | 34°31′N 139°17′E |

### Kyūshū
| Nome            | Forma                    | Altitudine | Ultima eruzione | Isola      | Coordinate                  |
| --------------- | ------------------------ | ---------- | --------------- | ---------- | --------------------------- |
| Aso             | Caldera                  | 1 592      | 2016            | Kyūshū     | 32°53′N 131°06′E            |
| Fukue-jima      | Vulcani a scudo          | 317        | -550            | Fukue-jima | 32°39′N 128°51′E            |
| Ibusuki         | Caldere                  | 922        | 885             | Kyūshū     | 31°13′N 130°34′E            |
| Monti Kirishima | Coni e crateri vulcanici | 1 700      | 1992            | Kyūshū     | 31°56′N 130°52′E            |
| Kujū            | Stratovulcano            | 1 791      | 1996            | Kyūshū     | 33°05′N 131°15′E            |
| Sakurajima      | Stratovulcano            | 1 117      | 2016            | Kyūshū     | 31°35′N 130°39′E            |
| Sumiyoshi-ike   | Maar                     | 15         | -4550           | Kyūshū     | 31°46′N 130°36′E            |
| Monte Tsurumi   | Duomo di lava            | 1 374      | 867             | Kyūshū     | 33°17′N 131°26′E            |
| Monte Unzen     | Vulcano complesso        | 1 500      | 1996            | Kyūshū     | 32°45′N 130°18′E            |
| Monte Yufu      | Duomo di lava            | 1 584      | -200            | Kyūshū     | 33°16′55.2″N 131°23′24.17″E |

### Isole Ryūkyū
| Nome              | Forma               | Altitudine | Ultima eruzione | Isola             | Coordinate       |
| ----------------- | ------------------- | ---------- | --------------- | ----------------- | ---------------- |
| Akuseki-jima      | Stratovulcani       | 584        | ?               | Akuseki-jima      | 29°28′N 129°36′E |
| Iriomote          | Vulcano sottomarino | −200       | 1924            | -                 | 24°33′N 124°00′E |
| Iōtori-shima      | Vulcano complesso   | 212        | 1968            | Iōtori-shima      | 27°53′N 128°13′E |
| Kikai             | Caldera             | 704        | 2004            | Iōjima            | 30°47′N 130°18′E |
| Kogaja-jima       | Duomi di lava       | 301        | ?               | Kogaja-jima       | 29°53′N 129°38′E |
| Kuchinoerabu-jima | Stratovulcani       | 657        | 1999            | Kuchinoerabu-jima | 30°26′N 130°13′E |
| Kuchin-shima      | Stratovulcani       | 628        | ?               | Kuchin-shima      | 29°58′N 129°56′E |
| Otake             | Stratovulcani       | 979        | 1949            | Nakanoshima       | 29°51′N 129°52′E |
| Suwanose-jima     | Stratovulcani       | 799        | 2007            | Suwanose-jima     | 29°38′N 129°43′E |
| Yokoate-jima      | Stratovulcani       | 495        | -1835 ± 30 ans  | Yokoate-jima      | 28°48′N 128°59′E |

### Altri
| Nome             | Forma               | Altitudine | Ultima eruzione | Isola         | Coordinate       |
| ---------------- | ------------------- | ---------- | --------------- | ------------- | ---------------- |
| Daikoku          | Vulcano sottomarino | −323       | ?               | -             | 21°19′N 144°12′E |
| Fukujin          | Vulcano sottomarino | −217       | 1974            | -             | 21°56′N 143°28′E |
| Fukutoku-Okanoba | Vulcano sottomarino | −14        | 2005            | -             | 24°17′N 141°29′E |
| Iwo-jima         | Caldera             | 161        | 1997            | Iwo Jima      | 24°45′N 141°17′E |
| Kaikata          | Vulcano sottomarino | −162       | ?               | -             | 26°40′N 141°00′E |
| Kaitoku          | Vulcano sottomarino | −103       | 1984            | -             | 26°07′N 141°06′E |
| Kasuga           | Vulcano sottomarino | 200        | 1959            | -             | 21°45′N 143°43′E |
| Kita-Fukutokutai | Vulcano sottomarino | −73        | 1954            | -             | 24°25′N 141°25′E |
| Kita-Iwo-jima    | Stratovulcano       | 792        | 1953            | Kita-Iwo-jima | 25°25′N 141°17′E |
| Minami Kasuga    | Vulcano sottomarino | −274       | ?               | -             | 21°36′N 143°38′E |
| Minami-Hiyoshi   | Vulcano sottomarino | −30        | 1975            | -             | 23°30′N 141°56′E |
| Nikko            | Vulcano sottomarino | −391       | ?               | -             | 23°04′N 142°18′E |
| Nishino-shima    | Caldera             | 38         | 1974            | Nishinoshima  | 27°16′N 140°53′E |